# Account Google
Un Account Google è un account privato o parte della suite Google Workspace di un utente necessario per l'accesso, l'autenticazione e l'autorizzazione a determinati servizi Google online. Viene spesso utilizzato anche come account single sign-on per servizi di terze parti.

## Servizi
Questi sono i servizi utilizzabili gratuitamente con un Account Google:
- Blogger
- Gmail
- Google Contatti
- Google Classroom
- Android Auto
- Google Drive
- Google TV (sistema operativo)
- Google Earth
- Google Gruppi
- Google Chat
- Google Meet
- Google One
- Google Pay
- Google Play
- Google Foto
- YouTube Music
- Google Shopping
- Google Traduttore
- Google Documenti
- Google Presentazioni
- Google Fogli
- Google Moduli
- Google Keep
- Google Sites
- YouTube
- Google Chrome
- Google News
- Google Fi
- Google Fit
- Google Maps
- Assistente Google
- Ricerca Google
- Google Voice

Per questi servizi, invece, non è necessario un account Google:
- YouTube
- Google Chrome
- Google News
- Google Finance
- Google Fi
- Google Fit
- Google Maps
- Assistente Google
- Ricerca Google